# Karnevalsnatten
Karnevalsnatten (russisk: Карнавальная ночь) er en sovjetisk spillefilm fra 1956 af Eldar Rjasanov.

## Medvirkende
- Igor Ilinskij som Serafim Ivanovitj Ogurtsov
- Ljudmila Gurtjenko som Lena Krylova
- Jurij Belov som Grisja Koltsov
- Andrej Tutysjkin som Fjodor Petrovitj Mironov
- Olga Vlasova som Adelaida Kuzminitjna Romasjkina